# Cksum
cksum е команда, използвана в Unix базираните операционни системи за проверка на контролната сума на файлове.
Командата показва CRC числото и размера на файла в байтове.

## Примери
Изпълнението на cksum wikipedia.txt може да върне следния резултат: 2913648686 10 wikipedia.txt.